# Городок (Семенівський район)
Городок — колишнє село в Україні, Семенівському районі Чернігівської області. Підпорядковувалось Тимоновицькій сільській раді.
Розташовувалося за 7 км на південний захід від Погорільців, на висоті 149 м над рівнем моря. Знаходилося за 500 м від державного кордону із Росією.
Складалося з єдиної вулиці.
Виникло найімовірніше у 1-й третині 20 століття.
Станом на 1985 рік у селі проживало 20 жителів та через віддаленість села його жителі поступово переселилися у інші місця і на початок 2000-х років село спорожніло. 27 серпня 2005 року Чернігівська обласна рада зняла село з обліку, оскільки в ньому ніхто не проживає.
Територія села поступово заростає лісом, лінія колишньої вулиці простежується на місцевості.